# 天人峡温泉
天人峡温泉（てんにんきょうおんせん）は、北海道上川郡東川町の忠別川沿いにある温泉。大雪山国立公園内にあり柱状節理の深い渓谷の底に位置する。
かつては旭川市の奥座敷として知られ、大雪山の登山拠点のひとつにもなっていたが、2024年現在は旅館が1軒残るのみで衰退が著しい。

## 泉質
- ナトリウム・カルシウム・マグネシウム - 硫酸塩・炭酸水素塩・塩化物泉（中性低張性高温泉）（旧泉質名：含土類・食塩 - 硝芒塩）など
  - 源泉温度47-50℃
  - 湯色は黄褐色を呈する。

## 温泉地

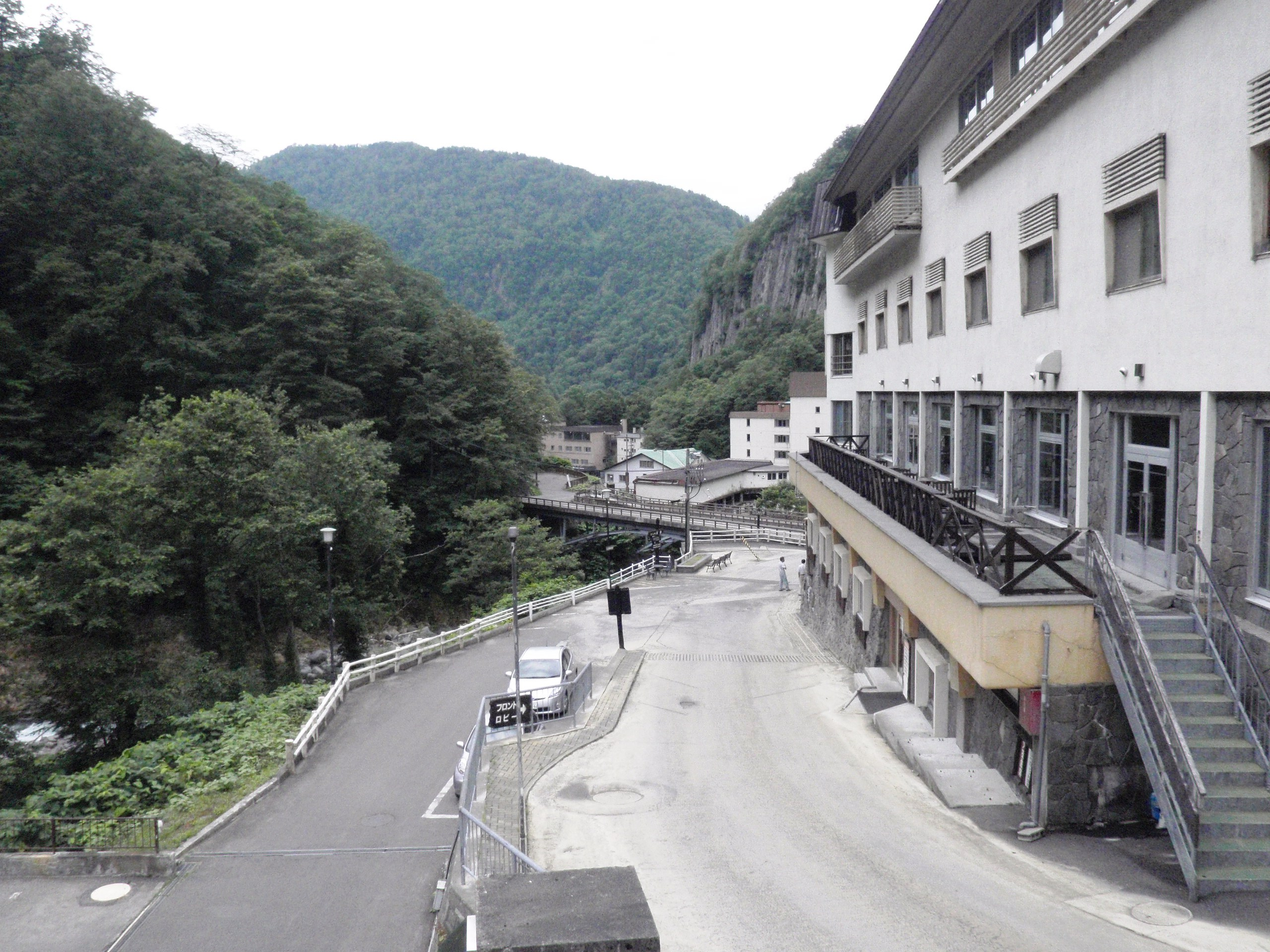
かつての温泉街
右が「天人閣」、中央が「天人峡グランドホテル」、更に奥左に「天人峡パークホテル」

大雪山の西麓、標高600メートルの天人峡地区に「御やどしきしま荘」が旅館として唯一存在し、日帰り入浴も扱っている。
以前は 「天人峡グランドホテル」（2011年閉館）､「天人峡パークホテル」（2014年1月閉館）も存在した。
温泉街で最も古い歴史を持つ1900年（明治33年）創業の「天人閣」は、2018年の事業譲渡後、12月から施設修理を名目に休業に入ったが、2019年11月時点でも再開の目途が立たず、2023年1月に天人峡グランドホテルと共に解体・撤去されることが決定した 　（「天人閣#解体決定までの経緯」を参照）。
温泉街の近くには、日本の滝百選にも選ばれた落差270mの羽衣の滝が存在する。羽衣の滝の先には「東洋のナイアガラ」と称される幅広な敷島の滝が存在する。温泉街からは散策路が整備されている。沢登りをする人に有名な、「日本で最も美しい沢」とよばれるクヮウンナイ川（美瑛町内に属している）は温泉街のすぐ近くにある。羽衣の滝方面の駐車場そばには「天女の足湯」があり、無料で利用できる。
忠別川は美瑛町と東川町との境界となっており、川の北側は東川町、南側は美瑛町となっている。

### 「天人閣」解体決定までの経緯
2018年4月に天人閣の事業を譲り受けたColours International（カラーズ・インターナショナル、イーホテルの持株会社）は、2020年2月に改修・リニューアルオープンの計画を公表する (「Colours International#天人閣改修計画」を参照)  が実現せず、2023年1月に自治体により天人峡グランドホテルと共に解体・撤去される方針が決まった。

## 歴史
- 1897年（明治30年）、旭川で旅館経営をしていた松山多米蔵がアイヌの案内で、温泉の湧出と滝を「発見」した。
- 1900年（明治33年）、温泉旅館を建て、松山温泉[4]として開湯。（後の天人閣、現在は事実上廃業)
- 1934年（昭和9年）、一帯は大雪山国立公園の指定を受けた。
- 1937年（昭和12年）、温泉地名を松山温泉から天人峡温泉として統一した。
- 1938年（昭和13年）、自動車道路開通、旭川から天人峡温泉までの直通バスが運行を開始した。
- 1953年（昭和28年）、羽衣荘(のちの天人峡グランドホテル) と御やどしきしま荘が開業。なお、天人峡パークホテルの創業年については、不詳。
- 1978年（昭和53年）、羽衣荘が天人峡グランドホテルへと改称。
- 1986年（昭和61年）、天人峡グランドホテルの経営元(羽衣荘)が破産。天人峡グランドホテルが一時閉館。
- 1990年（平成2年）、旭川の株式会社タケトーが天人峡グランドホテルを買収、営業再開する。
- 2007年（平成19年）、天人閣が宿泊客が使用する飲料水を近くの沢の水を汲んでいたとして水道法違反に基づき行政指導を受けた。
- 2010年（平成22年）8月24日、温泉地への道道が180mにわたって崩落し孤立、宿泊施設4か所で宿泊客と従業員324人が取り残され、ヘリコプターで救出された[5][6]。
- 2011年（平成23年）、旭川電気軌道バス「いで湯号」の天人峡温泉立寄り廃止[7][8]、天人峡グランドホテルが廃業。
- 2014年（平成26年）1月、天人峡パークホテルが廃業。
- 2018年（平成30年）、天人峡パークホテル解体。天人閣が倒産しColours International （カラーズ・インターナショナル）へ事業譲渡、12月以降、施設修理を名目に長期休業に入る。
- 2023年 （令和5年）1月、自治体による天人閣と天人峡グランドホテルの解体・撤去の方針が決まる[2]。
  - 7月 - 旭川地裁は天人閣の所有者であるColours Internationalに対し、建物の撤去と土地の明け渡しを命じた[9]

## アクセス
旭川市から車で約1時間。旭川空港から45分。
路線バスは以前は旭川電気軌道バス「いで湯号」が旭川駅から天人峡温泉に寄った後に旭岳温泉まで運行されていたが、2011年に路線が旭川空港経由となった代わりに天人峡温泉には立ち寄らなくなった。そのため、温泉に宿泊しない場合は自家用車やタクシーなどで行くか、「いで湯号」の「国立公園入口」バス停から7キロを歩くしかなくなった。なお、天人峡温泉の宿に宿泊する場合は、宿の無料送迎バスが利用できる。